# Polystichtis lasthenes
Polystichtis lasthenes är en fjärilsart som beskrevs av William Chapman Hewitson 1870. Polystichtis lasthenes ingår i släktet Polystichtis och familjen Riodinidae. Inga underarter finns listade i Catalogue of Life.